# Live (EyeHateGod-Album)
Live ist das zweite Videoalbum der US-amerikanischen Sludge-Band EyeHateGod. Es enthält Aufnahmen aus drei verschiedenen Konzerten der US- und Europatourneen der Jahre 2009 und 2010 sowie drei Musikvideos.

## Geschichte
Im Herbst 2009 nahmen EyeHateGod mit einer kleinen Tour durch die amerikanischen Südstaaten ihre Tourtätigkeit und somit die Bandaktivität, nachdem Hurrikan Katrina das Leben der Bandmitglieder stark beeinträchtigt hatte, endgültig wieder auf. Eine Europatournee schloss sich an die US-Tour an.

## Inhalt
Einen Teil der Tourneen und Konzerte wurde von EHG mit einer Kamera begleitet und zu einem Livedokument zusammengestellt. Am 22. März 2011 erschien die DVD auf MVD mit dem einfach gehaltenen Titel Live. Die DVD enthält 88. Minuten Filmmaterial. Enthalten sind Konzertaufnahmen aus Cleveland vom 17. Juni 2010, aus Baltimore vom 23. Oktober 2009 sowie aus Wien vom 22. April 2010. Zusätzlich finden sich Musikvideos für die Stücke Sister Fucker, Axient Hangover und the Age of Bootcamp.
Eine auf der DVD enthaltene gewaltsame Auseinandersetzung mit einem Skinhead aus dem Publikum, beim Auftritt in Cleveland, wurde auch von der Band im Tourtagebuch des Decibel Magazine thematisiert.

„Tonight’s crowd is a turbulent ocean of flying bodies and the usual blood and broken stuff. A huge skinhead that nobody wants to fuck with and who we guarantee has never heard of us before keeps getting on stage, gets pushed off, gets back up, and is taking up way too much space on a stage with only barely enough room for five. He decides he’s gonna lay down in Mike’s zone. Bad move. At first none of us knew what to do with this dude, then Mike starts spitting all over him while he was laying on stage, which then escalated to the guy catching the iron base of the mic stand in the back of the neck. He finally got off of the stage. All in all, a great night, all captured on five camera angles by our friends at Digital Live. The night ends with the fucking bonehead getting in a fight (surprise surprise!) with some guy, then a bouncer, and then the owner of the club. Wild.“

„Das Publikum von heute Abend ist ein stürmisches Meer aus fliegenden Körpern sowie dem üblichen Blut und kaputten Zeug. Ein großer Skinhead, mit dem keiner Ärger haben will und der garantiert noch nie zuvor von uns gehört hatte, kletterte immer wieder auf die Bühne, wurde hinuntergeschubst und stieg erneut zu uns rauf. Er nahm viel zu viel Raum auf einer Bühne ein, die nur knapp für fünf ausreichte. Er entschloss sich dazu, sich in Mike’s Bereich niederzulassen. Schlechter Zug. Zuerst wusste keiner, was wir mit dem Kerl anfangen sollten, dann begann Mike damit, ihn ganz und gar vollzuspucken, während er auf der Bühne lag, was dann darin eskalierte, dass der Typ den eisernen Fuß des Mikrofonständers mit dem Genick abfing. Letztendlich ging er von der Bühne. Alles in allem eine großartige Nacht, die von unseren Freunden von Digital Live mit fünf Kameras festgehalten wurde. Der Abend endete damit, dass dieser verdammte Bonehead in eine Schlägerei mit irgendeinem Kerl geriet (Welche Überraschung!), dann mit einem Türsteher und dann mit dem Clubbesitzer. Irre.“

## Kritik
Von Kritikern wurde die DVD überwiegend als einfach aber gelungen und authentisch bezeichnet, bemängelt wird hingegen das Fehlen von Informationsmaterial, Interviews, Dokumentationen oder Biografien.

„‚Live‘ ist ein [!sic] gute DVD geworden, die über ca. zwei Stunden hinweg genau das enthält, was Fans von EYEHATEGOD sehen und hören wollen, nämlich richtig gelungene und druckvolle Umsetzungen des Studiomaterials. Natürlich ist hier und da mal der eine oder andere Verspieler dabei und auch die Ton- und Klangqualität ist nicht immer herausragend, aber eine so rotzig und dabei irgendwie sympathisch agierende Truppe wie EYEHATEGOD pfeift mit Sicherheit auf oberflächliche, glattgebügelte und lieblos aufgegleiste sowie nachbearbeitete Massen-DVD-Ware, sondern setzt dafür auf Authentizität.“

## Titelliste

### Cleaveland
1. Intro/Feedback
2. Story Of The Eye
3. Jackass In The Will Of God
4. Take As Needed For Pain
5. Sister Fucker
6. Dixie Whiskey
7. White Nigger
8. Depress
9. Lack Of Almost Everything
10. Masters Of Legalized Confusion
11. Pigs
12. Methampthetamine

### Baltimore
1. Blank
2. $30 Bag
3. Kill Your Boss
4. Left To Starve
5. Children Of God
6. Blood Money
7. Crimes Against Skin
8. Dog’s Holy Life
9. Serving Time In The Middle Of Nowhere
10. Feedback/Outro

### Wien
1. Shoplift
2. Run It Into The Ground
3. Shinobi

### Musikvideos
1. Sister Fucker
2. Anxiety Hangover
3. The Age Of Bootcamp